# Cómplices al rescate
Cómplices al rescate es una telenovela musical infantil mexicana producida por Rosy Ocampo para Televisa, la cual fue transmitida desde el 7 de enero de 2002 hasta el 12 de julio de 2002, que trata de dos hermanas gemelas que fueron separadas al nacer.
La telenovela fue protagonizada por Laura Flores y Francisco Gattorno como protagonistas adultos, y Belinda, Fabián Chávez, Daniela Luján y Martín Ricca como protagonistas infantiles. Además contó con las participaciones antagónicas de Cecilia Gabriela, Raúl Magaña, Mickey Santana y Grisel Margarita.
Cabe destacar que a partir del capítulo 92 que fue emitido el martes 14 de mayo de 2002, Daniela Luján reemplazo a Belinda interpretando a las hermanas gemelas Mariana Cantú y Silvana del Valle, mientras que Martín Ricca asumió el rol protagonista infantil masculino.

## Sinopsis
Mariana Cantú y Silvana Del Valle (Belinda / Daniela Luján) son dos hermanas gemelas que sin saberlo, fueron separadas al nacer, Mariana se quedó con sus padres biológicos, su madre Rocío (Laura Flores), una modesta costurera, su abuela Pura y su tía Elena que aunque viven con bajos recursos económicos, a pesar de sufrir del abandono de su padre quien se fue a Estados Unidos, son muy unidas y felices. Mariana es una niña noble, dulce, tierna y muy querida por todos. Por otro lado, Silvana es robada al nacer por Regina (Cecilia Gabriela) quién le hace creer que es su madre, con la cual vive al igual que con Rolando, al que cree su padre, y es el único que la quiere a pesar del fuerte carácter de Silvana quien es vanidosa, superficial, fría y manipuladora, a la cual Rolando le cumple todos sus caprichos, como el de ser una estrella de pop, a pesar de que Silvana no tiene el talento ni la voz para ser la vocalista del grupo, ni con las clases especializadas de canto a las que asiste. Un día Macrina, su nana, va a una fiesta popular donde había un concurso en el cual participa su novio Ofelio, llevó a Silvana consigo y es ahí cuando Silvana ve a Mariana, que tiene una banda grupera donde es la vocalista y canta muy bien. Silvana al enterarse de esto, asiste a una de las finales del concurso, Mariana es idéntica a ella, por lo que aprovechándose de esto y de la excelente voz que tiene, le propone a Mariana intercambiar lugares, para que esta se presente a la audición de Silvana. Al principio Mariana no acepta pero Silvana le propone que la ayudará en el examen de matemáticas, materia que le es difícil de entender, y es así como las dos empiezan con el plan.
Todo sale de maravilla, Mariana pasa la audición y Silvana el examen, pero empieza a haber ciertas dificultades debido al repentino cambio de carácter de las dos al suplantarse, pero no le tomaban importancia. Todo iba marchando perfecto para las dos gemelas, aunque empiezan los celos de parte de Silvana que se enamora de Joaquín, el vocalista masculino del grupo de Mariana, pero este en realidad está enamorado de Mariana y la quiere mucho, al igual que Mariana, por lo que Silvana empieza a tratar de hacerles la vida imposible y no acepta que Mariana es su hermana por el resentimiento que empieza a sentir, ya que todos la prefieran más a ella.
Además de esto, una nube negra ceñirá la vida de las dos gemelas, el padre de Silvana muere de un infarto, ya que Regina le confiesa que siempre lo había engañado al hacerlo creer que Silvana era su hija, todo con la intención de que con la muerte de su esposo, toda la fortuna de la herencia quedara en sus manos, pero no todo le salió como esperaba ya que toda la herencia fue únicamente para Silvana, a la que empieza a agarrarle odio, así que planea explotarla en el grupo musical para poder sacarle un beneficio económico. Un día ve en la televisión a Mariana, cantando en una fiesta popular en la que se entera de que es la hermana gemela de Silvana ya que Regina sabía desde el principio que Silvana tenía una gemela, antes de robarla, pero se da cuenta de que Mariana es la que realmente canta bien y no Silvana. De esta manera, deduce que ambas intercambiaban lugares y esa era la razón de su cambio de actitud en algunos días, por lo que se le ocurre secuestrarla a Mariana, para explotarla y hacerla pasar por Silvana y así hacer que le ceda todos los derechos de la herencia de Silvana a la que encierran en un cuarto en condiciones de confinamiento. La habitación donde es recluida Silvana era una bóveda subterránea y secreta de la gran mansión, de la cual la única que sabe cómo llegar y de la existencia de esta es Regina. Macrina, la niñera, es encerrada junto a su niña Silvana para que guarde silencio. Mientras tanto Regina hará pasar a Mariana por Silvana, y así explotarla. Los niños rescatan a Silvana de Regina, después de que esta escapa para alejarse de ella, tomando Mariana el lugar de su hermana en el escenario. Luego, los de la banda de Silvana con la banda de Mariana hacen un campamento y cuando los de la banda de Mariana regresan, Silvana se va con ellos y ella toma el lugar de Mariana en el pueblo, aunque empieza a mostrar indiferencia al llegar, sobre todo con Rocío, pues piensa que ella fue quien la regaló al nacer. Después de cambiarse durante tanto tiempo, Silvana y Mariana se reúnen con su madre.
Aunque la historia no termina aquí, Regina sobrevivió al supuesto accidente de coche que tuvo y regresó intentando separar el nuevo grupo de Cómplices al Rescate. Mientras al grupo llegan nuevos integrantes como: Roberto, Naydelin, Martín, Ramón, y salieron Mateo y Doris, al final también se unió Omar.
Regina (ahora conocida como Tania) creó un nuevo grupo con el fin de separar a los Cómplices. Mientras aprovecha información por parte de Priscila y manda al orfanato a Joaquín, Julia y Felipe, aunque son rescatados por su tía, quien los había abandonado.
Al final logran desenmascarar a Regina, y capturar a Gerardo, se unen nuevos cómplices y todos viven felices para siempre.
De toda esta historia se dan cuenta los integrantes del grupo musical "Cómplices al rescate" del cual Mariana (Belinda) es la vocalista, que son Joaquín (Fabián Chávez), Julia (Martha Sabrina) y Felipe (Alejandro Speitzer) unos niños huérfanos que se las ingenian para vivir solos después del abandono de su tía, además de contar con la ayuda de su amigo Andrés (Vadhir Derbez). Entre ellos se unen para salvar a las gemelas de Regina (Cecilia Gabriela) y su hermano Gerardo (Raúl Magaña) que son los que explotan a Mariana, pero debido a las amenazas que le hicieron a Mariana, los niños intentan hacer todo lo más sutil posible, junto con los amigos de Mariana, se convierten en Cómplices al rescate de las gemelas.

## Reparto
- Laura Flores - Rocío Cantú
- Francisco Gattorno - Alberto del Río
- Belinda - Mariana Cantú / Silvana del Valle Ontiveros #1 (Capítulos 1 a 91)
- Daniela Luján - Mariana Cantú / Silvana del Valle Ontiveros #2 (Capítulos 92 a 132)
- Fabián Chávez - Joaquín Olmos
- Martín Ricca - Él mismo
- Grisel Margarita - Priscila Rico
- Mickey Santana - Omar Contreras
- Mickey Chop - Rigo
- Vadhir Derbez - Andrés Rosales
- Alejandro Speitzer - Felipe "Pipe" Olmos
- Martha Sabrina - Julia Olmos
- Ramiro Torres - Ramón
- Geraldine Galván - Doris Torres
- Isaac Castro - Mateo Torres
- Ana Valeria Cerecedo - Dulce Rosales
- Cecilia Gabriela - Regina Ontiveros / "Tania Velmont"
- Raúl Magaña - Gerardo Ontiveros
- Manuel Saval - Rolando del Valle
- Maribel Fernández - Macrina Bautista
- Carlos Bonavides - Ofelio
- Miguel Pizarro - Vicente Rosales
- Norma Herrera - Doña Pura
- Johnny Lozada - Sebastián Solasi
- Silvia Lomelí - Helena Cantú
- Gustavo Rojo - Dr. Federico Rueda
- Rossana San Juan - Lorna Ricco
- Pedro Weber "Chatanuga" - Don Giusseppe Solasi
- Aida Pierce - Doña Biba Solasi
- Verónica Macías - Clarita #1 (Capítulos 1 a 20)
- Yolanda Ventura - Clarita #2 (Desde el capítulo 21)
- Orlando Miguel - Pepe #1 (Capítulos 1 a 54)
- Uberto Bondoni - Pepe #2 (Desde el capítulo 55)
- Rafael del Villar - Dr. Raúl Olivo
- Adriana Chapela - Alicia
- Irina Areu - María Eugenia "Maru"
- Paco Ibáñez - Fortunato Ricco
- Sergio Acosta - Joel Contreras
- Mónica Dossetti - Sonia
- Arlette Pacheco - Tía Florencia
- Mariana Sánchez - Maestra Yoli
- Polly - Maestra Glafira Montalvo
- Roberto "Puck" Miranda - Damián
- Miguel Priego - Padre Arango
- Miguel Ángel Fuentes - El Sombras
- Benjamin Islas - El Navajas
- Leonardo Trevole - El Trampas
- Silvia Contreras - Lolita
- Joana Brito - Doña Meche
- Óscar Traven – Sr. Torres
- Patricia Martínez - María Contreras
- Naydelin Navarrete - Naydelin Mendoza
- Roberto Marín - Roberto Obregón
- Olivia Bucio - Mamá de Martín
- Francisco Avendaño - Papá de Martín
- Héctor Parra - Santiago Salas
- Vicente Herrera
- Gerardo Albarrán - Arturo Vargas
- Raúl Buenfil - Jaime Obregón
- Alejandro Aragón - Luis Torres
- Xorge Noble - Lic. Fausto
- Adriana Laffan - Lourdes "Lulu" Mendoza
- Sergio Zaldívar - Fausto
- Adrián Uribe - Diseñador
- Gustavo Negrete - Oftalmólogo
- Ricardo Vera - Comandante Malpica
- Marco Zapata - Niño que se dedica a la piratería de discos
- Arturo Vázquez - Antonio
- Dalilah Polanco - Nina Kuti Kuti
- Gerardo Gallardo - Tijerino
- Agustín Arana - Rodolfo García
- Jacqueline Bracamontes - Jocelyn
- Diego Amozurrutia - Doble de Roberto
- Eugenio Derbez - Voz de Mantequilla
- Ariadna Argüello - Doble de Mariana Cantú / Silvana del Valle Ontiveros

## Discografía
- Cómplices al rescate: Silvana - (2002)
- Cómplices al rescate: Mariana - (2002)
- Cómplices al rescate: El gran final - (2002)
- Canta con Cómplices al Rescate - Karaoke
- Cómplices al Rescate (Paquete Doble) - Fabián Chávez

## Premios y nominaciones
- Premios Oye - Mejor Solista Grupero (Mariana/Cómplices al rescate) - Ganadora
- Latin Grammy - Best Children's Album (Cómplices al rescate: Silvana y Mariana)
- Premios Eres Niños - La Megaactriz - Ganadora
- Premios Eres Niños - La Más Entonada - Ganadora
- Latin Grammy - Best Children's Album (Cómplices al rescate: El gran final)

## Versiones
- Miditech realizó una adaptación en 2004 titulada "Hum 2 Hain Na".
- Mega Channel realizó una adaptación griega "komplicoj al la rekupero" con actores griegos en el 2007.
- SBT realizó durante 2015 y 2016, una adaptación titulada "Cúmplices de um Resgate" estrenada el 3 de agosto de 2015, con Larissa Manoela, quien dio vida a las gemelas Isabela y Manuela. Cúmplices De Um Resgate contó con 357 capítulos.